# Parrya popovii
Parrya popovii är en korsblommig växtart som beskrevs av Viktor Petrovitj Botjantsev. Parrya popovii ingår i släktet Parrya och familjen korsblommiga växter. Inga underarter finns listade i Catalogue of Life.